# Dia de la Música
El Dia de la Música o Festa de la Música és una festa que actualment se celebra en un centenar de països, cada 21 de juny, amb l'inici de l'estiu. L'estat francès vol fer-ne una festa internacional, però no ha arrelat en la major part dels països. És sovint a través de les ambaixades i multinacionals franceses que s'intenta implantar aquesta festa a Europa.
Va ser Jack Lang, Ministre de Cultura francès, qui, el 1982, va celebrar-ne la primera edició a França. Es va popularitzar fins a arribar a celebrar-sea 700 ciutats de 120 països, incloent Xina India, Alemanya, Itàlia, Grècia, Rússia, Austràlia, Peru, Brasil, Equador, Mèxic, Canadà, i els Estats Units.
Allunyant-se dels festivals de música, que acostumen a organitzar-se entorn d'un compositor o un gènere musical determinat, amb una programació seleccionada per un director artístic, la Festa de la Música és abans que res una festa popular gratuïta, que s'obre a tots els participants (amateurs o professionals) que vulguin participar-hi. Tanmateix, a França se l'ha criticat més d'una vegada per haver-se transformat en una espècie de festa per a les discogràfiques, ja que, en efecte, són bàsicament les discogràfiques amb la col·laboració dels canals televisió qui en fan difusió i organitzen concerts. L'esdeveniment combina tots els gèneres musicals i es dirigeix a tota mena de públic, amb l'objectiu de popularitzar la pràctica musical i familiaritzar a tots els joves i adults de totes les condicions socials a través de les diferents expressions musicals. L'aire lliure es converteix en el seu camp d'acció, els carrers, les places, els parcs i els jardins, els patis d'edificis, de museus...